# Здание офицерского собрания (Великий Новгород)
Зда́ние офицерского (Артиллерийского) собра́ния — двухэтажное кирпичное здание, располагающееся на перекрёстке Тихвинской и Яковлевой улиц в Великом Новгороде по адресу: Тихвинская улица, 11/16. Здание является памятником градостроительства и архитектуры начала XX века и объектом культурного наследия с региональной категорией охраны в соответствии с решением облисполкома № 104 от 31.05.2002 года.

## Архитектура здания
Здание представляет собой большой двухэтажный каменный объём прямоугольный в плане, вытянутый по оси север-юг, с подвалом и мансардным этажом. Главный (восточный) фасад ориентирован на ул. Тихвинская. Архитектура здания выдержана в стиле неоклассицизма с элементами модерна. Весь первый этаж декорирован французским рустом. Центральная и боковые части выделены ризалитами, увеличением высоты и декором. Восточный и западный фасады центрального ризалита на уровне второго этажа украшены полуколоннами венчающиеся изящными ионическими капителями со спиралевидными волютами. Центральная ось фасада сильно акцентирована пышным украшением высоких полуциркульных окон центрального ризалита.

## История

### Предыстория
С 1865 года в Новгороде квартировала 22-я артиллерийская бригада. Управление бригады много лет добивалось выделения средств на строительство отдельного здания для офицерского собрания, так как до этого ему приходилось размещаться в съёмной квартире на Легощей улице. И лишь в 1910 году военное ведомство выделило необходимую на строительство сумму.
2 марта 1910 года командир 22-й артиллерийской бригады генерал-майор Стефан Николаевич Златарский обратился к городскому голове с просьбой отвести участок под строительство здания на Газоне или напротив деревянных казарм бригады, но получил отказ по причине отсутствия у города свободных участков в указанных местах.
2 апреля генерал С. Н. Златарский подал новое ходатайство, в котором просил отвести под постройку примыкающего к Петербургской улице участка древнего городского вала Окольного города напротив Духова монастыря. Городская управа по заключению Финансовой комиссии согласилась выделить военному ведомству под постройку просимого участка вала, однако 9 апреля 1910 года на экстренном заседании Городской думы ходатайство было отклонено. 12 апреля 1910 года на заседании Финансовой и Оброчно-земельной комиссий думы были предложены альтернативные участки, которые по разным причинам оказались не пригодными для строительства здания для офицерского собрания, на покупку нового участка земли у городской казны денег не было. В результате, 30 апреля 1910 года, Городской думой принято решение о принятии ходатайства.
Против такого решения выступили Новгородское общество любителей древности, Общество архитекторов-художников Императорской академии художеств, Императорская археологическая комиссия, а также настоятельница Свято-Духовского монастыря и архиепископ новгородский и старорусский Гурий. В итоге разрешение Городской думы на строительство на месте древнего городского вала было признано губернатором «несогласным с законом» и отменено Губернским по земским и городским делам присутствием.
Управление бригады было вынуждено искать новое место под строительство. Но очередное ходатайство о выделении участка на Газоне или приобретении участка, принадлежащего Кириллову монастырю (на углу Тихвинской и Мининской улиц), 20 июля также было отклонено.
Предложенный бригаде участок на Сенной площади неподалёку от церкви Святого Власия не устраивал офицеров бригады, как отмечал генерал С. Н. Златарский место, отведённое городом «очень далеко от бригадного района, и потому там не может быть выстроено собрание; к тому же, место это окружено трактирами, служащими притонами для самых тёмных личностей, что крайне нежелательно».
Строительство здания должно было начаться до 1 августа 1910 года, в противном случае деньги, выделенные на строительство, военное ведомство использовало бы на другие нужды. Генерал С. Н. Златарский, потеряв надежду своевременно получить место от города, принимает решение снести две бригадные деревянные казармы на углу Тихвинской и Мининской улиц и на их месте построить здание офицерского собрания.

### До Октябрьской революции
Строительство здания офицерского собрания было завершено в 1912 году.
В 1913 году перед входом в собрание на специальных постаментах установили два артиллерийских орудия выделенных бригаде Главным артиллерийским управлением для украшения здания.
В августе 1914 года, в самом начале Первой мировой войны, 22-й артиллерийская бригада отправляется на Северо-Западный фронт. В напутствие новгородцы преподнесли бригаде образ Св. Софии, Премудрости Божией.
Из адреса новгородцев воинам 22-й артиллерийской бригады и 85-го пехотного Выборгского полка, отправляющимся на фронт. (26 августа 1914 года.):
… Новгородцы молятъ Бога, да хранитъ Св. Софiя сыновъ Бригады на всѣхъ ихъ путяхъ во время войны, какъ хранила Она всегда Новгородцевъ, и да возвратится скорѣе Бригада домой со славою и честью, для мирной жизни среди свохъ собратiй. 
В годы Первой мировой войны опустевшее здание Офицерского собрания 22-й артиллерийской бригады было отдано под лазарет.

### Советский период
После Октябрьской революции, в 1920-е годы в здании бывшего офицерского собрания размешались штабы уже Красной Армии. Сначала это был штаб 56-й Московской стрелковой дивизии. В 1924 году на втором этаже появился кинозал для красноармейцев. Позже в стенах здания расположится штаб и клуб 46 стрелкового Краснознамённого полка имени тов. Медведовского.
В конце 1920-х годов здание передали Новгородскому гарнизонному госпиталю под хирургическое и ушное отделения.
После Великой Отечественной войны здание бывшего собрания было занято отделами Облисполкома, позднее в нём размещался Дом политического просвещения до 1968 года, а затем несколько других учреждений, сменявших друг друга.

### Постсоветский период
С 2001 года по 2016 год здесь располагалось Управление Пенсионного фонда Российской Федерации в Великом Новгороде.
В 2017 году планировался переезд в здание бывшего офицерского собрания Дворца бракосочетания, но из-за финансовых проблем ремонт помещений не был завершён в срок и переезд отделов ЗАГС начался только с сентября 2018 года.
22 октября 2019 года состоялось торжественное открытие нового Дворца бракосочетания. На церемонии открытия митрополит Лев обратился к собравшимся со словами:
…Этот ЗАГС находится на улице Тихвинской, потому что здесь рядом расположен храм в честь Тихвинской иконы Божьей матери. И пусть образ святой будет покровительницей этого здания и всех тех, кто приходит сюда. 